# Bajofondo Tango Club
Bajofondo Tango Club, i vardagligt tal Bajofondo (spanska för underground), är en musikgrupp inom genren elektrotango. Gruppen består av sju musiker från Argentina och Uruguay som blandar elektronisk musik med akustisk tango. Med ett flertal album har de etablerat sig som en av de mest framgångsrika och kritikerrosade grupperna inom sin genre.

## Medlemmar
- Gustavo Santaolalla - kompositör, gitarr/percussion, produktion
- Juan Campodónico - kompositör, sequences/dj set, produktion
- Luciano Supervielle - kompositör, piano, scratching, sequences/dj set
- Martín Ferrés - bandoneon
- Verónica Loza - sång / vj
- Javier Casalla - violin
- Gabriel Casacuberta - bas

## Diskografi (i urval)
- Bajofondo Tango Club, 2004
- Supervielle, 2005
- Mardulce, 2007